# Lew Alcindor rule

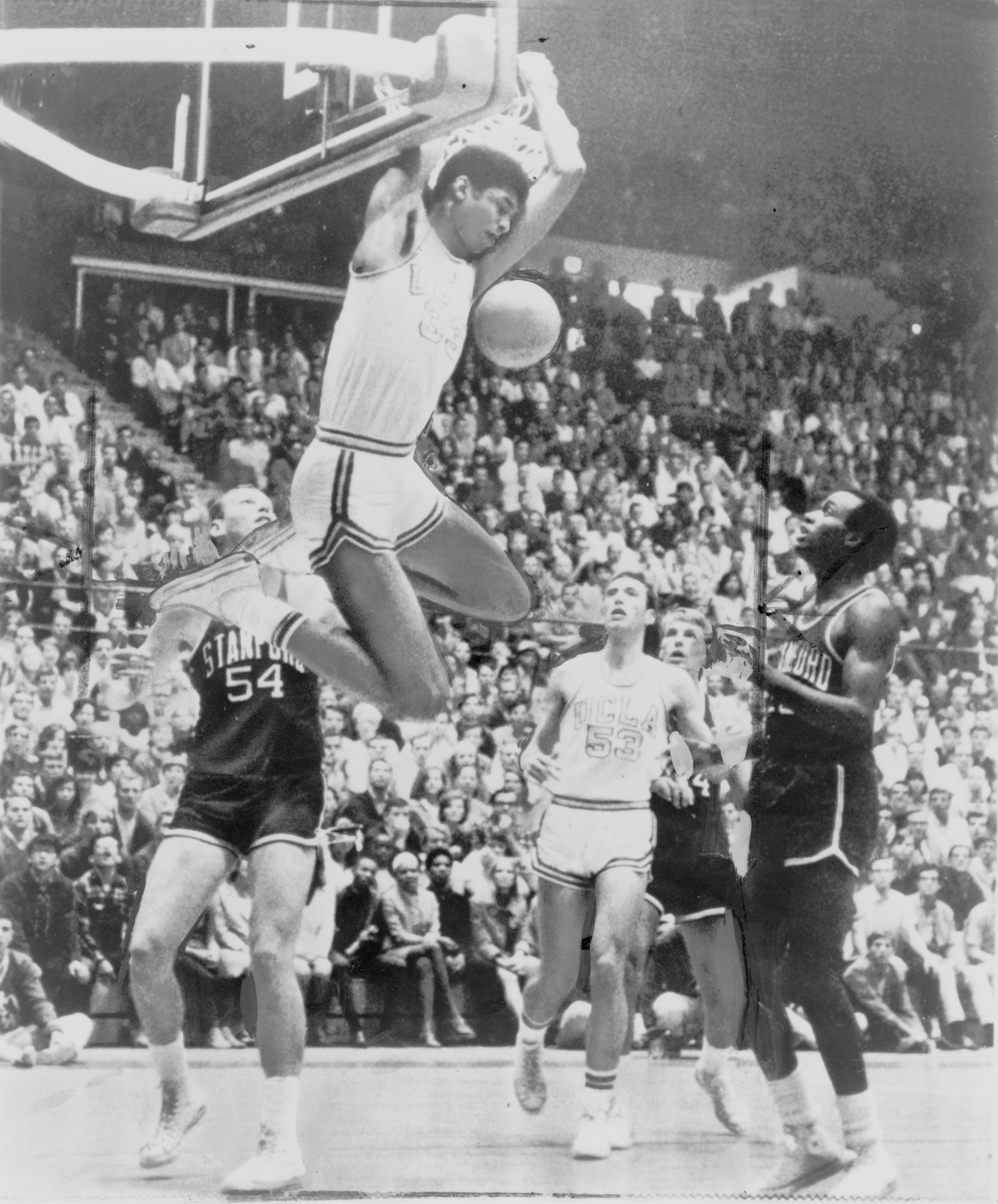
Kareem Abdul-Jabbar, à época conhecido como Lew Alcindor, realizando uma enterrada em um jogo do basquete universitário.

Lew Alcindor rule foi uma regra introduzida no basquetebol universitário estadunidense que proibia os jogadores de fazerem cestas através de uma enterrada. A regra ficou vigente de 1967 a 1976.
Muitas pessoas atribuíram a proibição ao domínio do fenômeno universitário Lew Alcindor (mais tarde conhecido como Kareem Abdul-Jabbar). Bem mais alto que os demais atletas, muitos consideravam a vantagem de altura que ele tinha perante os seus pares "desigual demais para ser justa".
Outros atribuíram a proibição a motivações raciais, já que na época a maioria dos enterradores proeminentes no basquete universitário eram afro-americanos, e a proibição ocorreu menos de um ano após o jogo do campeonato de basquete da Divisão Universitária da NCAA de 1966, em que um time do Texas Western com uma escalação inicial totalmente negra venceu um time totalmente branco do Kentucky para vencer o campeonato nacional.